# Eristalinus megacephalus
Eristalinus megacephalus är en tvåvingeart som först beskrevs av Rossi 1794.  Eristalinus megacephalus ingår i släktet slamflugor, och familjen blomflugor. Inga underarter finns listade i Catalogue of Life.

## Bildgalleri

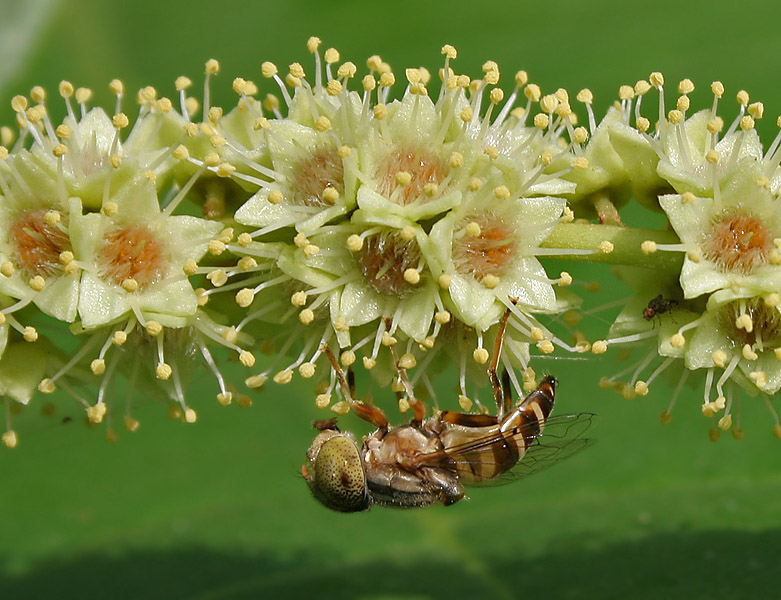
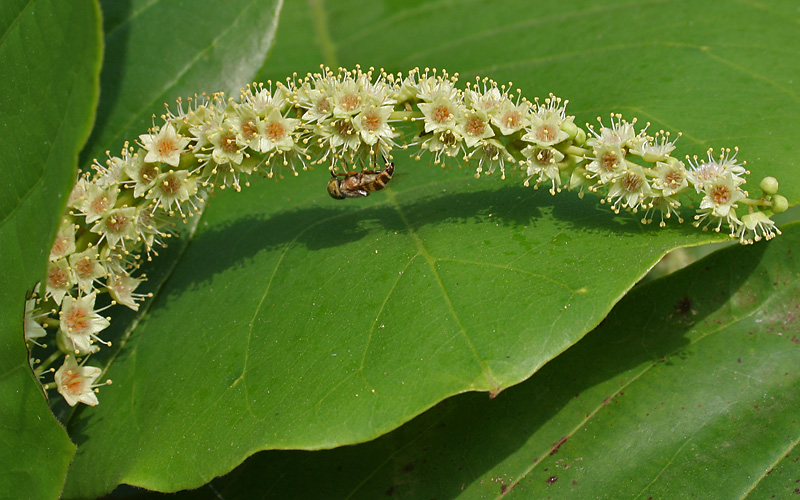
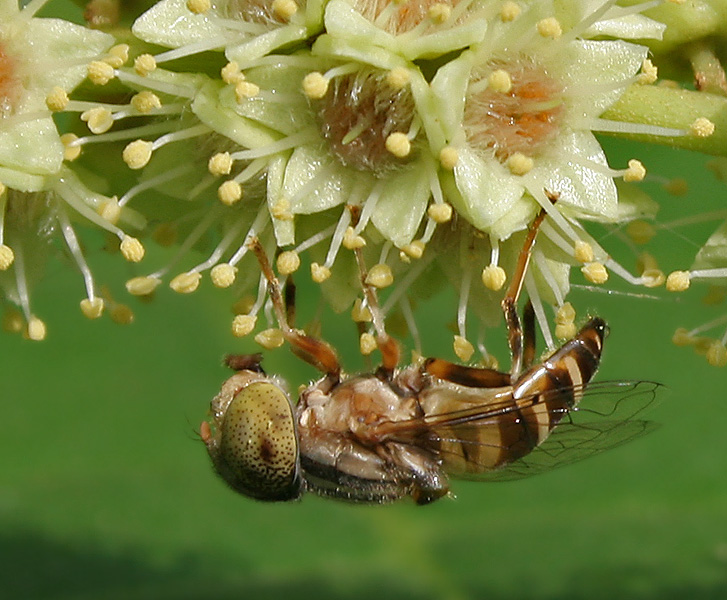
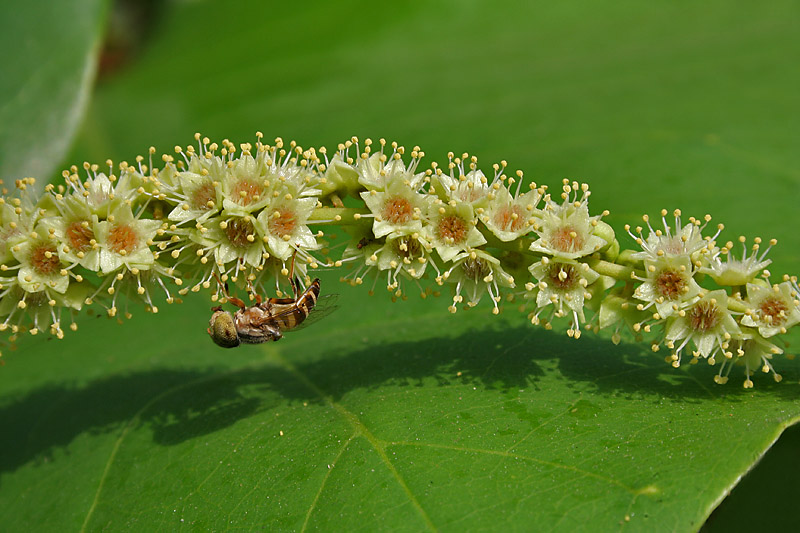
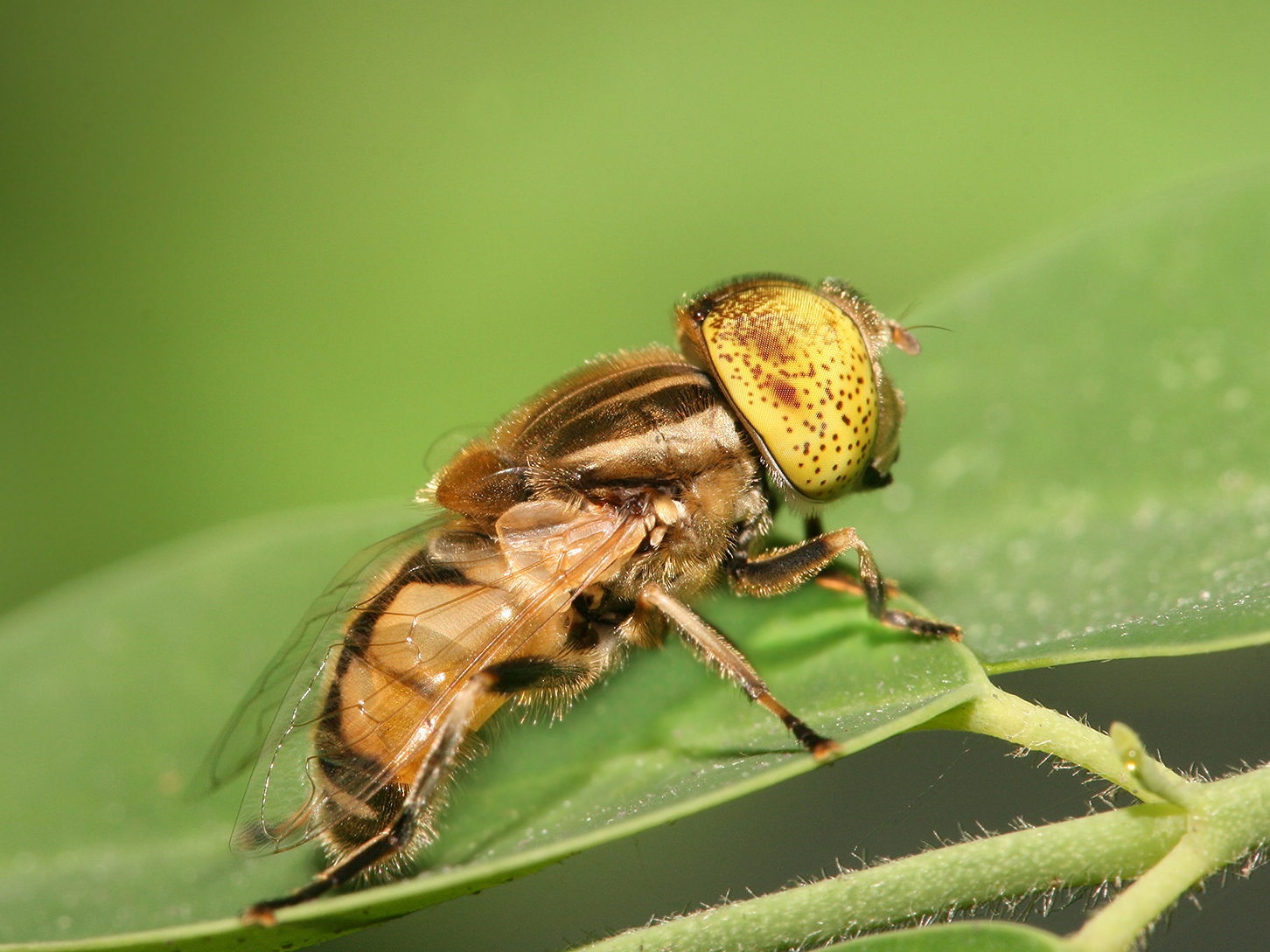